# Балашихинский литейно-механический завод
«Балашихинский литейно-механический завод» (открытое акционерное общество; сокращённо: БЛМЗ) расположен в городе Балашиха Московской области.
Из-за вторжения России на Украину находится под международными санкциями всех стран Евросоюза, США, Украины и Швейцарии.

## Профиль завода
Балашихинский литейно-механический завод имеет литейные цеха по отливке изделий из титана, алюминия и магния; цех металлокерамики; цеха по механической обработке изделий; цех по защитным гальваническим покрытиям. Завод осуществляет изготовление изделий по чертежам; одновременно БЛМЗ изготавливает серийную продукцию для авиации: авиационные колеса для гражданских и военных самолетов и вертолетов, включая их комплектующие: тормозные колеса, диски и агрегаты управления колес. Часть этой авиационной номенклатуры изготавливается только на БЛМЗ. Изготовление авиационных колес является якорным профилем завода: объём ежегодно выполняемых госконтрактов выводят завод в число крупнейших авиа-ремонтных заводов России.  Одновременно БЛМЗ стремится диверсифицировать свою продукцию; в настоящее время изготавливает изделия на заказ для направлений промышленности:
- Машиностроение, Двигателестроение;
- Транспортное машиностроение;
- Судостроение.[1]

## История
Завод основан в 1932 году. В первую очередь строилось и развивалось механическое производство. Уже в 1933 году завод дал первую продукцию — спицевые авиационные колеса и клапаны управления. В 1935 году завод освоил технологию фасонного литья алюминиевых сплавов. БЛМЗ стал первым советским заводом, освоившим литейный магний. Первым, освоившим  серийный выпуск отечественных автомобильных дисков из легких сплавов. Завод стал известным в стране производителем цветного литья из легких сплавов для авиационной и других отраслей промышленности.
В послевоенный период на БЛМЗ наладили выпуск взлетно-посадочных устройств для новых типов самолетов. С 1946 года стал серийным заводом по выпуску авиационной техники.
В 1966 году на заводе начался выпуск отливок из титановых сплавов. Именно на БЛМЗ в 1980 году были отлиты из титанового сплава все детали колонны и скульптура для монумента Юрию Гагарину, который установлен в Москве на площади Гагарина.
В 1976 году завод награждён орденом Трудового Красного Знамени, в 1982 — орденом Октябрьской Революции.
Завод специализируется на серийном изготовлении авиационных колес, тормозов и агрегатов управления тормозными системами для отечественной авиационной техники и выпуске фасонного литья из алюминиевых, магниевых и титановых сплавов для различных отраслей промышленности. Поставляет продукцию отечественным и зарубежным компаниям..

## Современное состояние

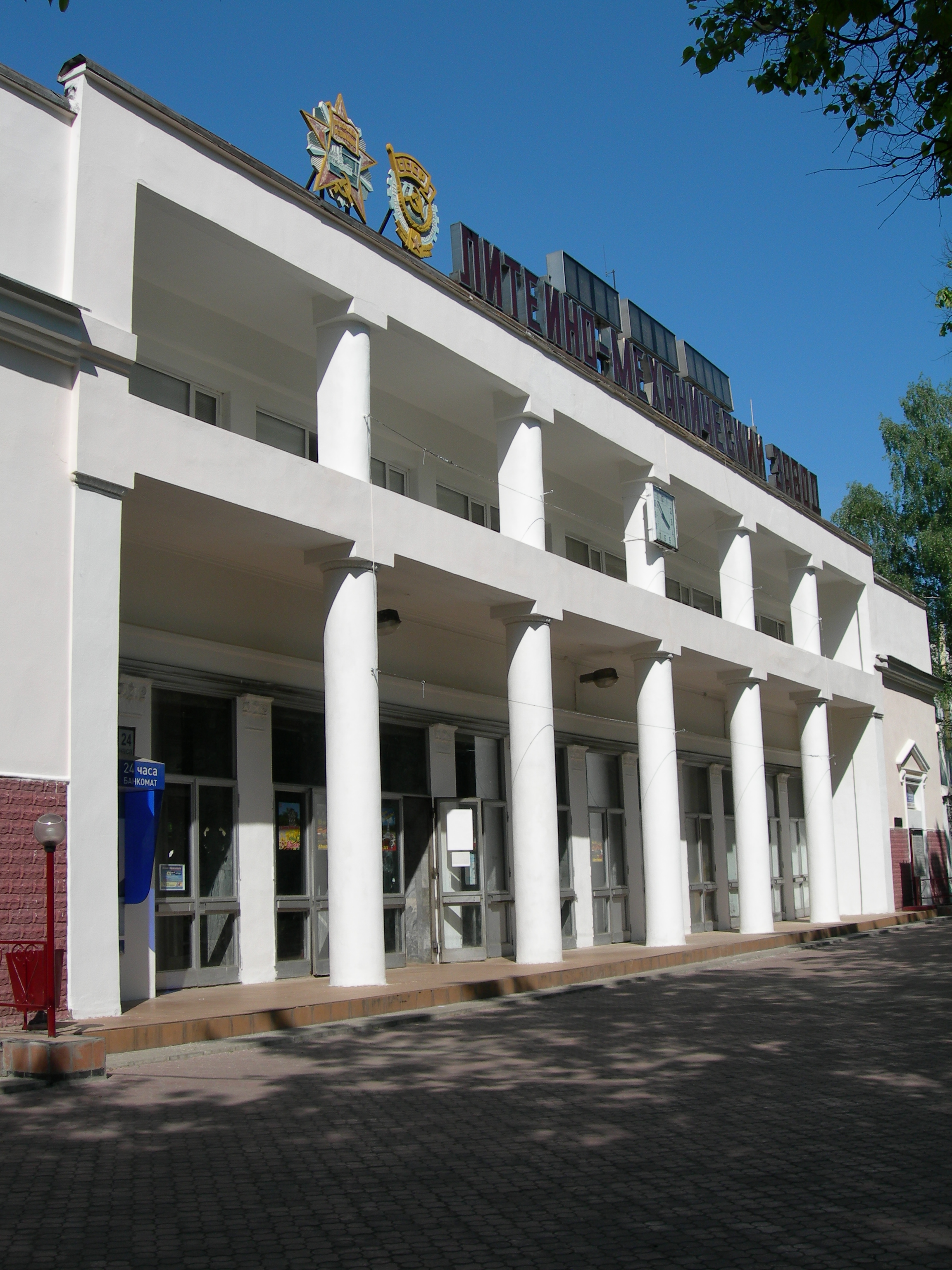
Проходная БЛМЗ

Цех БЛМЗ

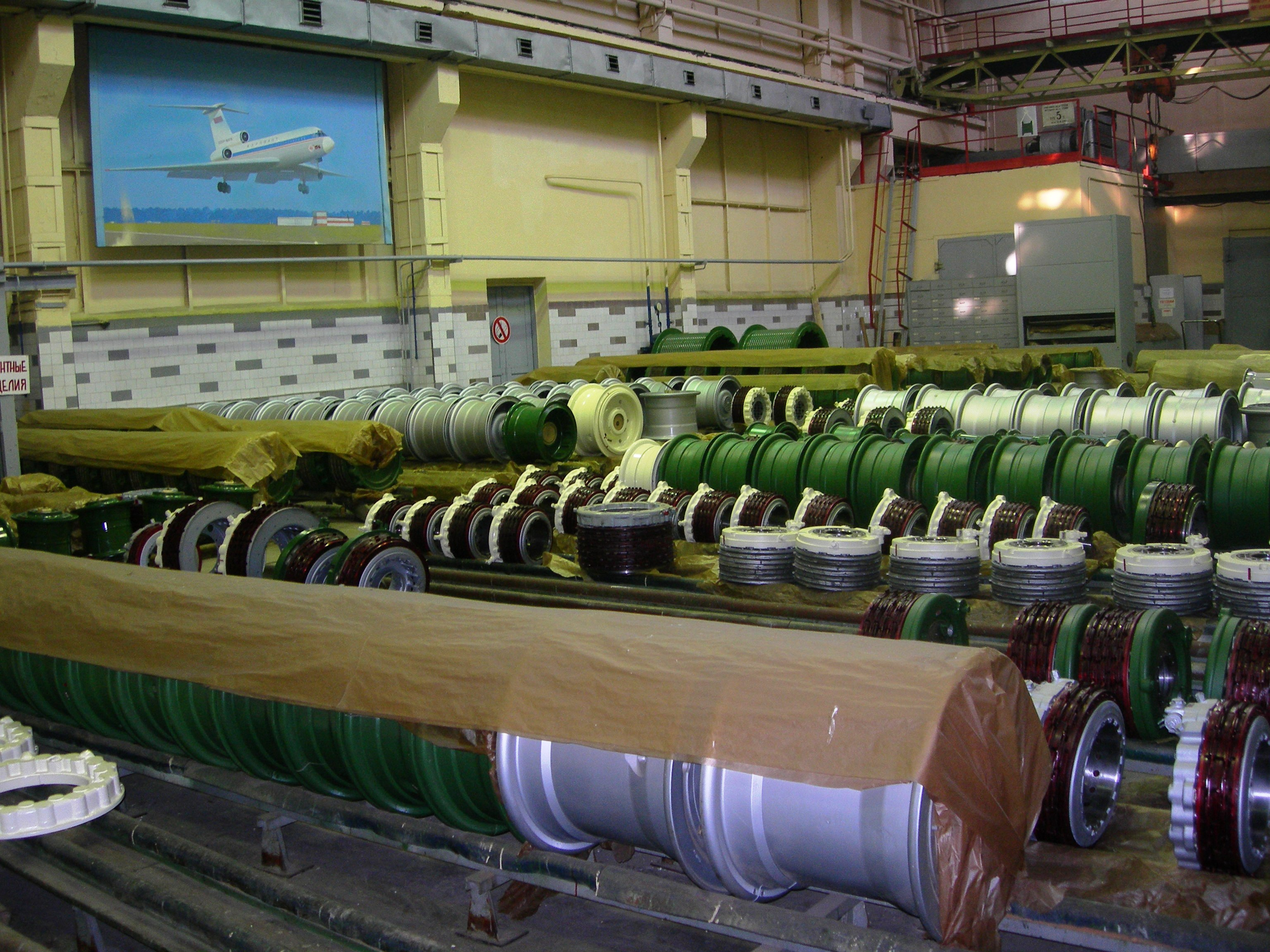
Продукция БЛМЗ

БЛМЗ является градообразующим предприятием Балашихи, дает работу и обеспечивает социальную сферу для огромного количества людей.
1990-е гг. — После развала СССР, в результате преобразования предприятия в открытое акционерное общество оно смогло сохранить основные направления своей деятельности и виды продукции, в том числе стратегически важные для государства. При этом, учитывая современные экономические условия, часть производственных площадей в целях снижения накладных расходов и повышения конкурентоспособности цен на производимую продукцию была сдана в аренду производственным и логистическим фирмам. Наметившиеся в 90-е годы тенденции разрыва преемственности в подготовке технических кадров, когда квалифицированные работники с многолетним опытом передавали свои навыки молодому поколению, были в значительной мере преодолены за счет сохранения опытных специалистов и постепенного омолаживания коллектива.
Это позволило не только сохранять уровень качества продукции, присущий авиационной отрасли, но и переносить его на продукцию, поставляемую другим отраслям промышленности. Таким образом на БЛМЗ не было допущено катастрофическое падение качества выпускаемой продукции, наблюдаемое на ряде предприятий.
2000-е гг. Происходит активное обновление технического парка компании. Повышается ответственность на каждом этапе. БЛМЗ по-прежнему остаётся единственным производителем этих агрегатов и обеспечивает их поставку наряду с поставками агрегатов управления тормозными системами других типов.
2010-е гг. Ввиду необходимости выполнения важных заказов и с целью сохранения уникальных действующих технологий было принято решение по освоению новых производственных площадей для выпуска новых линеек литейной продукции. Проведенная реконструкция и покупка нового оборудования осуществляется из собственных средств предприятия. Финансирование позволило сделать проект нового цеха и провести многоэтапные работы по его реализации. В 2013 году вновь созданный цех начал свою работу. В модернизированном цехе предусмотрены мощности не только для выполнения уже имеющихся заказов, но и для увеличения объемов и номенклатуры фасонного литья, а также внедрения новых методов.
В современных условиях на БЛМЗ разработан ряд новых производственных проектов, внедрение которых позволит более полно учитывать растущие потребности рынка в фасонном литье из различных сплавов, в поставке литья с окончательной механической обработкой и освоением перспективных видов машиностроительной продукции (к примеру, насосы для масел и химических сред).
С 2015 года БЛМЗ совместно с Авиамоторный научно-технический комплекс «Союз» активно реализует проект по выпуску газо-турбинных установок мощностью 30 МВт. Спустя менее года данный проект оправдал все ожидания благодаря большому интересу потенциальных покупателей.

## Санкции
3 июня 2022 года, на фоне вторжения России на Украину, Балашихинский литейно-механический завод внесен в санкционные списки Евросоюза, так как «предоставляет оборудование и материалы для производства ряда самолетов и вертолетов, в том числе Ка-52, которые использовались вооруженными силами Российской Федерации во время неспровоцированной и необоснованной военной агрессии России против Украины».
14 сентября 2023 года, в ответ на российское нападение на Украину, завод включён в блокирующий санкционный список США, отмечается, что завод занимается производством, разработкой, выпуском, испытаниями и ремонтом авиационной техники, а основным заказчиком продукции предприятия является Министерство обороны России.
Также Балашихинский литейно-механический завод включён в санкционный список Украины и Швейцарии

## Членство в профессиональных организациях
Балашихинский литейно-механический завод является членом:
- Торгово-промышленной палаты Российской Федерации[12]
- Российского союза промышленников и предпринимателей (РСПП)[13]
- Московского областного союза промышленников и предпринимателей — Регионального объединения работодателей[14]
- Союз машиностроителей России» — Московского областного регионального отделения[15]
- Союза авиапроизводителей России[16]

## Директора завода
- Николай Павлович Евстафьев (1925—1993) — директор БЛМЗ с 1974 года